# 曼弗雷德·库尔策
曼弗雷德·库尔策（德語：Manfred Kurzer，1970年1月10日—），德国男子射击运动员。他曾代表德国参加2000年和2004年夏季奥林匹克运动会射击比赛，其中2004年奥运会获得一枚金牌。